# Veleposlaništvo Republike Slovenije v Egiptu
Veleposlaništvo Republike Slovenije v Egiptu (uradni naziv Veleposlaništvo Republike Slovenije Kairo, Arabska republika Egipt) je diplomatsko-konzularno predstavništvo (veleposlaništvo) Republike Slovenije s sedežem v Kairu (Egipt). Poleg te države to veleposlaništvo pokriva še naslednje države: Kuvajt, Katar, Saudova Arabija, Združeni arabski emirati in Jordanija.
Trenutni veleposlanik je Sašo Podlesnik. 

## Veleposlaniki
- Sašo Podlesnik (2022-danes)
- Mateja Prevolšek (2018-2022)
- Tanja Miškova (2014-2018)
- Robert Kokalj (2010-2014)
- Borut Mahnič (2006-2010)